# Garena
Garena（ガレナ、中国語: 競舞）は主に東南アジア地域を中心としてゲーム、eスポーツ、eコマースおよびデジタルファイナンス事業を行うデジタルサービス企業。現在の会長兼グループCEOのフォレスト・リーが2009年にシンガポールで同社を設立した。Garenaの親会社はSea Limitedである。 
Seaの製品は、主にGarena（ゲームプラットフォーム）、Shopee（モバイル電子商取引サービス）、AirPay（デジタル決済製品）に分かれている。Garenaの最初の自社開発作品の『Free Fire』はモバイル用のバトルロイヤルゲームであり、2018年にiOSとGoogle Playストアの合計で世界で4番目に多くダウンロードされた。 
Garenaは東南アジア諸国と台湾のGarena+でゲーム作品を配信している。これには、MOBAゲーム『League of Legends』と『Heroes of Newerth』、オンラインサッカーゲーム『FIFA Online 3』、モバイルレースゲーム『爆走ドリフターズ』などがある。 
2017年に同社は4億5000万人以上の登録ユーザーを抱える『Garena Free Fire』を開発した。 

## 歴史
Garena（「global arena」のかばん語）は2009年にシンガポールで設立された。2010年にリリースされた最初の製品は、人々がオンラインゲームを見つけ、ダウンロードしプレイできるオンラインゲームおよびソーシャルプラットフォーム「Garena+」である。 
2011年11月、Garenaは期待のチーム制シューティングゲーム『Firefall』の東南アジアおよび台湾での配信権の保有を発表した。 Firefallは最初のチーム制のシューティングゲームであると主張されており、TenTonHammerのReaders Choiceコンテストで「Anticipated MMO of 2012」を受賞した。 
2011年12月、Garenaはオンラインゲーム開発者Changyouとのコラボレーションを発表し、人気の3D格闘ゲーム『鹿鼎記』の台湾での配信・運営を行った。このゲームは、Garena +で利用可能な最初のMMORPGゲームであり、古代中国のストーリーと最新の3Dレンダリング技術および映画品質のグラフィックを組み合わせている。 鹿鼎記は、中国と韓国のオンラインゲームのトップ級のエキスパート数名によって制作され、中国で多大な人気を得ている。 
また、2011年12月にGarena CEOのフォレスト・リーは、シンガポールとマレーシアのGarenaのLeague of Legendsプレイヤー向けに「Dominion」ゲームモードをリリースした 。 
2014年、世界スタートアップレポートは10億米ドルのインターネット企業としてGarenaを評価し、同社をシンガポール最大のインターネット企業と位置付けた。 
2015年3月、世界最大の年金基金の1つ「オンタリオ州教職員年金基金」（OTPP）がGarenaに投資し、企業価値を25億米ドル以上と評価した。 
2015年8月、Garenaは配信ライセンスを更新できなかったため、BlackShot Onlineを9月1日深夜に終了することを発表した。その結果、すべてのゲーム配信権がVertigo Gamesに返上され、Vertigoはゲーム配信を行うPlayOne Asiaを立ち上げた。その後、Garenaは別のFPS『Alliance of Valiant Arms』を配信した。 
2017年5月、Garenaグループの持株会社の社名がSea Limitedへと変更された。ただし、Garenaはブランド名として保持された。 
Sea Limitedは2017年10月にニューヨーク証券取引所（NYSE）に新規株式公開（IPO）を申請し、10億米ドルの調達を目指した。IPOの前は、テンセントがSea Limitedの39.7％の株式を保有する主要株主であり、その他の大株主にGarenaの創業者フォレスト・リーが設立したBlue Dolphins Ventureが15％、リー個人で20％、最高技術責任者のGang Yeが10％保有していた。 

## 製品
Garena+はオンラインゲームおよびソーシャルプラットフォームであり、インスタントメッセージプラットフォームに類似するインターフェイスを備えている。Garena+の機能により、ゲーマーは友人リストの作成、オンラインで友人とチャット、ゲームの進行状況や実績の確認を行える。ゲーマーはアバターをカスタマイズしたり、名前を変更したりして独自の個性を作成できる。ゲーマーはグループまたはクランを形成し、Garena+を介してパブリックまたはプライベートチャンネルを通じて複数のゲーマーと同時にチャットすることもできる。Garena+ユーザーは仮想通貨「Shell」を使用する。 
その他の製品としてBeeTalk、TalkTalk、Shopeeなどがある

## イベントとトーナメント
2012年5月、Garenaは「Garena Premier League」（GPL）を立ち上げた。GPLは６ヶ月間のオンラインプロゲームリーグで、同期間に100試合以上が行われる。GPLの最初のシーズンは6つのプロチームで構成されるLeague of Legendsの競技会である。チームの内訳は、Bangkok Titans、KL Hunters、Manila Eagles、Saigon Jokers、Taipei Assassins及びSingapore Sentinelsであり、各チームはそれぞれの国のトッププレイヤー代表である。GPLの試合は記録されて解説付きでオンライン放送されており、GPLの公式サイトで放送を視聴できる。 
2013年1月、Garenaは、Garena Premier Leagueの第2シーズンが2013年1月4日に開始されることを発表した。Garena Premier League 2013には台湾とベトナムからの2チーム（AHQ、Saigon Fantastic Five（SF5））が新たに参加し、総勢8チームになった。 
2014年11月、eスポーツ専用の会場であるGarena e-Sportsスタジアムが台北市内湖区にオープンした。スタジオは、GPLとは別の台湾、香港、マカオのLoLのトップレベルリーグ「League of Legends Masters Series」の開始に対応するために部分的に作られた。 
2015年1月、Garenaはフィリピンで女性のLeague of legends大会であるIron Solari Leagueを開始した。毎月後半に開催される月次イベントである同大会は過小評価グループによる参加を奨励することを目的としており、自身を女性と認識しているすべての人に開かれている。 
競技大会に加えて、Garenaはオフラインで会ってつながるユーザーに応えるためのイベントも企画している。これにはシンガポールとマレーシアで開催される毎年恒例のGarena祭が含まれる。 

## 論争
2015年2月3日、Garena eSportsはLGBTの参加者が「不公平なアドバンテージ」を有する可能性の懸念により女性限定のLeague of Legends大会のゲイ及びトランスジェンダーの参加数を制限することを発表した。この発表を受けてゲーマーが決定を疑問視することになった一方、League of Legendsデベロッパーのライアットゲームズは「LoLの公式大会ではLGBTのプレイヤーは歓迎される」と答えた。2015年2月4日、Garenaは謝罪しその後制限を撤回した。

## 配信ゲーム一覧
Garenaは、『Defense of the Ancients』や『Age of Empires』などのゲーム作品のプラットフォームを提供し、地域のプレイヤー向けにMOBAゲーム『League of Legends』『Heroes of Newerth』や『Black Shot』などの上質なゲーム作品も配信している。 
Garenaが配信したゲーム： 
| 作品                            | ジャンル                    | デベロッパー                        | 配信年 | 配信国                                                                                   | 注記                        |
| ------------------------------- | --------------------------- | ----------------------------------- | ------ | ---------------------------------------------------------------------------------------- | --------------------------- |
| Black Shot                      | MMOFPS                      | Vertigo Games                       | 2009   | シンガポール、マレーシア、フィリピン                                                     | 2015年8月31日に終了         |
| Mstar                           | MMODance                    | Nurien ネットマーブル               | 2009   | 台湾、マレーシア、シンガポール                                                           | 2019年8月26日に終了         |
| League of Legends               | MOBA                        | ライアットゲームズ                  | 2010   | インドネシア、マレーシア、シンガポール、フィリピン、台湾/香港/マカオ、 タイ、ベトナム    | 2023年1月6日に終了          |
| GKART                           | レース                      | テンセント                          | 2010   | シンガポール                                                                             | 2012年3月31日に終了         |
| Heroes of Newerth               | MOBA                        | Frostburn Studios                   | 2010   | シンガポール、マレーシア、タイ、フィリピン、インドネシア、CIS                            |                             |
| 鹿鼎記                          | MMORPG                      | Changyou.com                        | 2011   | 台湾                                                                                     | 2014年3月24日に終了         |
| Point Blank                     | MMOFPS                      | Zepetto                             | 2012   | タイ、シンガポール、マレーシア、フィリピン、インドネシア                                 | 2017年6月28日に終了         |
| Path of Exile                   | ARPG                        | Grinding Gear Games                 | 2013   | マレーシア、シンガポール、台湾、CIS、タイ                                                | 2016年11月14日に終了        |
| エルソード                      | MMORPG                      | KOG Studios                         | 2013   | フィリピン                                                                               | 2015年12月2日に終了         |
| Firefall                        | チームシューティング/ FPS   | Red 5                               | 2014   | 台湾、シンガポール、マレーシア、香港、フィリピン                                         |                             |
| Lost Saga                       | カジュアル                  | IO Entertainment                    | 2015   | タイ、台湾                                                                               | 2017年12月3日に終了         |
| Thunder Strike                  | 垂直スクロール              | sunmosh                             | 2015   | タイ、台湾、ベトナム                                                                     | 2017年10月6日に終了         |
| Alliance of Valiant Arms        | チームシューティング/ FPS   | Red Duck Inc. Neowiz                | 2015   | シンガポール、マレーシア                                                                 | 2018年7月3日に終了          |
| マビノギ英雄伝                  | MMORPG                      | devCAT                              | 2015   | タイ                                                                                     | 2018年8月31日に終了         |
| 伝説対決 -Arena of Valor-       | MOBA                        | テンセント TIMI - L1 Studio         | 2016   | 台湾、 香港、 マカオ、インドネシア、ベトナム、タイ、マレーシア、シンガポール、フィリピン |                             |
| Headshot                        | FPS                         | Lightspeed Studios                  | 2016   | タイ                                                                                     | 終了                        |
| ブレイドアンドソウル            | MMORPG                      | Team Bloodlust                      | 2017   | タイ、ベトナム                                                                           |                             |
| Garena Free Fire                | バトルロイヤル              | 111dots Studio／Garena              | 2017   | 世界                                                                                     |                             |
| FIFA Online 4                   | スポーツ/サッカー           | エレクトロニック・アーツ            | 2018   | タイ、マレーシア、シンガポール、ベトナム                                                 |                             |
| Ring of Elysium                 | バトルロイヤル              | テンセント Aurora Studio            | 2018   | 台湾、香港、マカオ、タイ、インドネシア                                                   |                             |
| FIFA Online 3                   | スポーツ/サッカー           | エレクトロニック・アーツ            | 2018   | タイ、マレーシア、シンガポール、ベトナム                                                 | 終了                        |
| Contra: Return                  | ラン・アンド・ガン          | テンセント コナミ                   | 2018   | 台湾、タイ、マレーシア、シンガポール、インドネシア                                       |                             |
| TalesRunner                     | スポーツ                    | Rhaon                               | 2018   | インドネシア                                                                             | 終了                        |
| 陰陽師                          | ビジュアルノベル/アクション | Netease Games                       | 2018   | タイ                                                                                     | 2019年4月3日に終了          |
| DD tank                         | 大砲                        | MMOG.asia Changyou.com              | 2018   | タイ                                                                                     |                             |
| Rising Force Online             | MMORPG                      | CCR International                   |        | タイ                                                                                     |                             |
| SNKヒロインズ Tag Team Frenzy   | 格闘                        | SNK                                 | 2018   | 日本、中国、韓国、タイ                                                                   |                             |
| 爆走ドリフターズ                | レース                      | テンセント Omens Studios (オランダ) | 2019   | タイ、シンガポール、マレーシア、インドネシア、フィリピン、オランダ、日本                 | 日本では2023年6月13日に終了 |
| コール オブ デューティ モバイル | FPS                         | テンセント アクティビジョン         | 2019   | 台湾、タイ、シンガポール、マレーシア、インドネシア、フィリピン                           |                             |
| PUBG Lite                       | バトルロイヤル              | PUBG Corporation                    | 2019   | タイ、インドネシア、フィリピン                                                           |                             |

## 関連リンク
- シンガポールのゲーム企業一覧（英語版）